# Creatonotos albidior
Creatonotos albidior là một loài bướm đêm thuộc phân họ Arctiinae, họ Erebidae.